# ألان كلارك (مغني)
ألان كلارك (بالإنجليزية: Allan Clarke) هو مغني بريطاني، ولد في 5 أبريل 1942 في سالفورد في المملكة المتحدة.

## وصلات خارجية
- ألان كلارك على موقع IMDb (الإنجليزية)
- ألان كلارك على موقع الموسوعة البريطانية (الإنجليزية)
- ألان كلارك على موقع ميوزك برينز (الإنجليزية)
- ألان كلارك على موقع أول ميوزيك (الإنجليزية)
- ألان كلارك على موقع ديسكوغز (الإنجليزية)